# Языки Китайской Республики
Языки Тайваня включают в себя множество идиом, относящихся к австронезийской и сино-тибетской семей, на которых говорят на Тайване. На формозских языках, ответвлении австронезийских языков, на протяжении тысячелетий говорили аборигены Тайваня. Исследователи исторической лингвистики признают Тайвань прародиной всей семьи австронезийских языков в силу самого высокого внутреннего разнообразия формозских языков. За последние 400 лет несколько волн китайской эмиграции принесли на Тайвань несколько разных сино-тибетских языков. Эти языки включают тайваньский хоккиен, хакка и гоюй (севернокитайский), которые стали основными языками, на которых говорят в современном Тайване.
В доисторическую эпоху Тайваня формозские (тайваньские) языки были доминирующими языками. Длительная колониальная история Тайваня и несколько миграционных волн привнесли на острова несколько языков, таких как голландский, испанский, хоккиен, хакка, японский и севернокитайский. В связи с бывшей японской оккупацией острова, японский язык повлиял на языки Тайваня, особенно с точки зрения словарного запаса, и многие заимствования вошли из японского.
После Второй мировой войны на Тайване было объявлено военное положение. В эту эпоху правительство проводило политику по продвижению гоюя (севернокитайского) в качестве общенационального языка, а остальные языки подавлялись. Это значительно повредило развитию местных языков, в том числе тайваньских хоккиена, хакка, тайваньских языков и диалекта мацзу. Ситуация немного изменилась с 2000-х годов, когда правительство предпринимало усилия по защите и оживлению местных языков. Местные языки стали частью начального школьного образования на Тайване, законы и правила, касающиеся местных языков, были созданы для языка хакка и тайваньских языков, а также были созданы общественное телевидение и радиостанции исключительно для этих двух групп языков. В настоящее время правительство Тайваня также поддерживает стандарты для нескольких широко распространённых языков, перечисленных ниже; Процент пользователей заключается в переписи населения 2010 года и домашних хозяйств в Тайване.

## Обзор местных языков
| Язык                   | Язык                                             | Язык                                             | Процент использования дома | Признанные варианты | Национальный язык           | Предусмотренный язык для общественного транспорта | Регулирятор                                                                   |
| ---------------------- | ------------------------------------------------ | ------------------------------------------------ | -------------------------- | ------------------- | --------------------------- | ------------------------------------------------- | ----------------------------------------------------------------------------- |
|                        | Гоюй                                             | Гоюй                                             | 83.5%                      | 1                   | По юридическому определению | Общенациональное требование                       | Министерство образования                                                      |
|                        | Тайваньский хоккиен (вкл. Цзиньмэньский диалект) | Тайваньский хоккиен (вкл. Цзиньмэньский диалект) | 81.9%                      | 1~6                 | По юридическому определению | Общенациональное требование                       | Министерство образования                                                      |
|                        | Тайваньский хакка                                | Тайваньский хакка                                | 6.6%                       | 6                   | По юридическому определению | Общенациональное требование                       | Министерство образования Совет по делам Хакка                                 |
|                        | Тайваньские языки                                | Амисский                                         | 1.4%                       | 5                   | По юридическому определению | Факультативное требование                         | Совет коренных народов                                                        |
| Атаяльский             | Тайваньские языки                                | 6                                                | 1.4%                       |                     | По юридическому определению | Факультативное требование                         | Совет коренных народов                                                        |
| Бунун                  | Тайваньские языки                                | 5                                                | 1.4%                       |                     | По юридическому определению | Факультативное требование                         | Совет коренных народов                                                        |
| Канаканабу             | Тайваньские языки                                | 1                                                | 1.4%                       |                     | По юридическому определению | Факультативное требование                         | Совет коренных народов                                                        |
| Кавалан                | Тайваньские языки                                | 1                                                | 1.4%                       |                     | По юридическому определению | Факультативное требование                         | Совет коренных народов                                                        |
| Пайвань                | Тайваньские языки                                | 4                                                | 1.4%                       |                     | По юридическому определению | Факультативное требование                         | Совет коренных народов                                                        |
| Пуюма                  | Тайваньские языки                                | 4                                                | 1.4%                       |                     | По юридическому определению | Факультативное требование                         | Совет коренных народов                                                        |
| Рукай                  | Тайваньские языки                                | 6                                                | 1.4%                       |                     | По юридическому определению | Факультативное требование                         | Совет коренных народов                                                        |
| Хлаалуа                | Тайваньские языки                                | 1                                                | 1.4%                       |                     | По юридическому определению | Факультативное требование                         | Совет коренных народов                                                        |
| Сайсият                | Тайваньские языки                                | 1                                                | 1.4%                       |                     | По юридическому определению | Факультативное требование                         | Совет коренных народов                                                        |
| Сакизая                | Тайваньские языки                                | 1                                                | 1.4%                       |                     | По юридическому определению | Факультативное требование                         | Совет коренных народов                                                        |
| Сидик                  | Тайваньские языки                                | 3                                                | 1.4%                       |                     | По юридическому определению | Факультативное требование                         | Совет коренных народов                                                        |
| Тхао                   | Тайваньские языки                                | 1                                                | 1.4%                       |                     | По юридическому определению | Факультативное требование                         | Совет коренных народов                                                        |
| Труку                  | Тайваньские языки                                | 1                                                | 1.4%                       |                     | По юридическому определению | Факультативное требование                         | Совет коренных народов                                                        |
| Цзоу                   | Тайваньские языки                                | 1                                                | 1.4%                       |                     | По юридическому определению | Факультативное требование                         | Совет коренных народов                                                        |
| Малайско-полинезийские | Ями                                              | 1                                                | 1.4%                       |                     | По юридическому определению | Факультативное требование                         | Совет коренных народов                                                        |
|                        | Тайваньский жестовый язык                        | Тайваньский жестовый язык                        | <1%                        | 1                   | По юридическому определению | Н/д                                               | Министерство культуры                                                         |
|                        | Мацзу                                            | Мацзу                                            | <1%                        | 1                   | По юридическому определению | Обязателен на островах Мацзу                      | Министерство культуры Департамент образования, правительство округа Ляньцзян  |
|                        | Путянь (Уцзюуский вариант)                       | Путянь (Уцзюуский вариант)                       | <1%                        | 1                   | По юридическому определению | Признанный язык меньшинства в волосте Уцзюу       | Министерство культуры Департамент образования, правительство округа Цзиньмэнь |

## Тайваньские языки

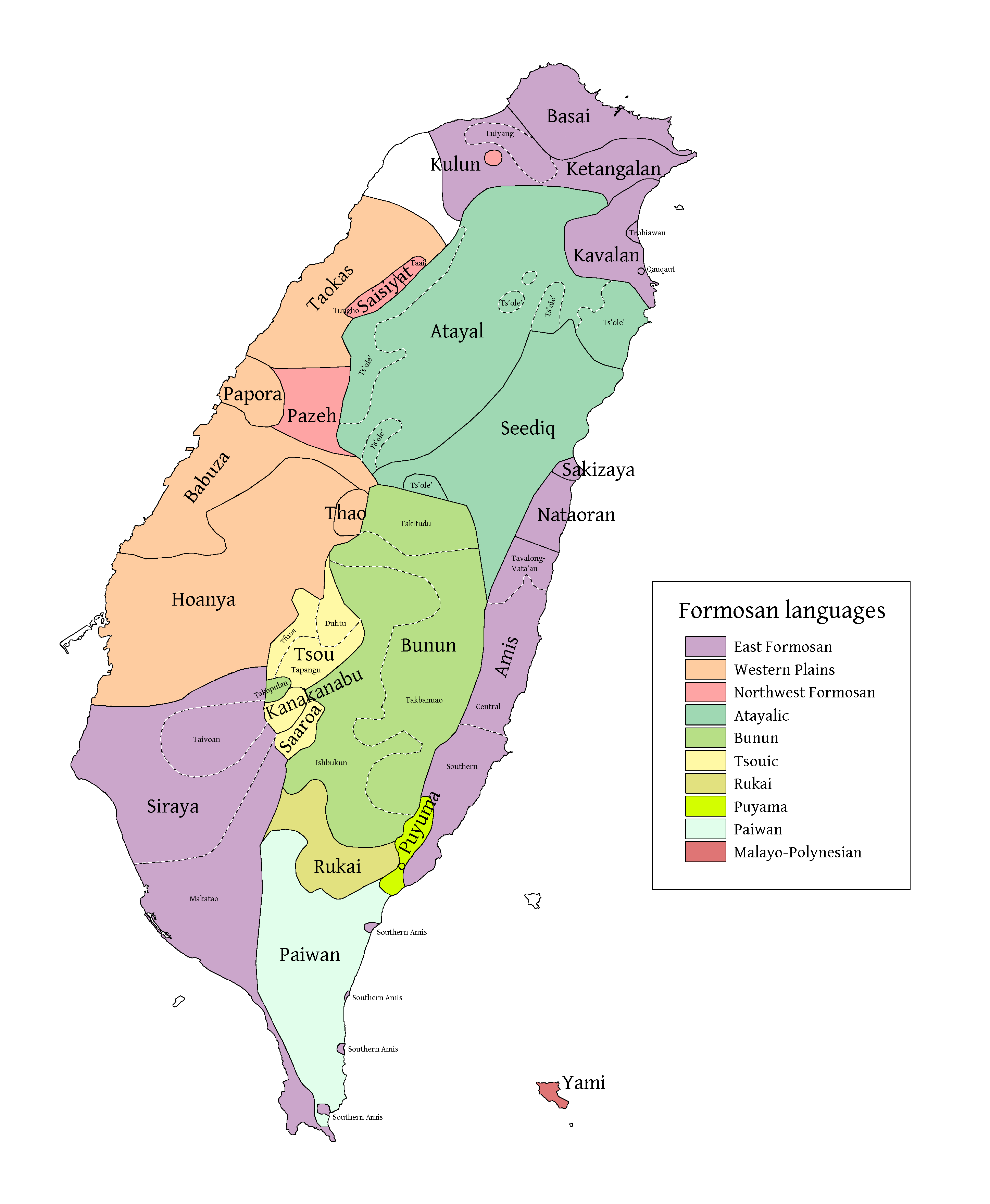
Семьи формозских языков до китайской колонизации. Малайско-полинезийский (красный) может находиться в пределах Восточного Формозана (фиолетовый). Обратите внимание, что белый участок на северо-западе страны не указывает на полное отсутствие аборигенов в этой части Тайваня. В китайскоязычных источниках эта область указана как родина различных коренных равнин (например, кулун) и некоторых других групп (например, таокас), которые расположены немного по-другому, чем на карте выше.

Процент жителей, использующих дома язык коренных народов в 2010 году.

Тайваньские языки коренных народов или формозские языки являются языками тайваньских коренных народов. Тайваньские аборигены в настоящее время составляют около 2,3% населения острова. Тем не менее, гораздо меньше могут говорить на своём наследственном языке после столетий языкового сдвига. Это типичная ситуация для молодых и средних лет представителей субэтноса хакка и представителей коренных народов, говорить на севернокитайском и хоккиене лучше, чем на своих этнических языках, или полностью отказаться от них. Из приблизительно 26 языков тайваньских аборигенов, по крайней мере, десять вымерли, ещё пять - умирают, а некоторые другие находятся под угрозой. Правительство признает 16 языков и 42 диалектов коренных народов.
| Классификация          | Классификация              | Признанные языки (диалекты)            |
| ---------------------- | -------------------------- | -------------------------------------- |
| Тайваньские            | Атаяльские                 | Атаяльский (6), Сидик (3), Труку (1)   |
| Тайваньские            | Рукайские                  | Рукай (6)                              |
| Тайваньские            | Северно-тайваньские        | Сайсият (1), Тхао (1)                  |
| Тайваньские            | Восточно-тайваньские       | Амисский (5), Кавалан (1), Сакизая (1) |
| Тайваньские            | Южно-тайваньские           | Пайвань (4), Бунун (5), Пуюма (4)      |
| Тайваньские            | Цзоуские                   | Цзоу (1), Канаканабу (1), Хлаалуа (1)  |
| Малайско-полинезийские | Батанийские (Филиппинские) | Ями (Тао) (1)                          |

Правительственное агентство Совета коренных народов поддерживает орфографию систем письма формозских языков. В связи с тем, что Тайвань находился под властью Японии, большое количество заимствований из японского языка также появляется в формозских языках. Существует также иланьский креольский язык, представляющий собой смесь японского языка и атаяльского.
Все формозские языки постепенно заменяются доминирующим в культурном отношении севернокитайским языком. В последние десятилетия правительство начало программу репутации аборигенов, которая включала восстановление образования на родном языке Формозы в тайваньских школах. Однако результаты этой инициативы оказались разочаровывающими. Телеканал Тайваньское телевидение коренных народов и радиостанция Alian 96.3 были созданы в целях возрождения языков коренных народов. Формозские языки стали официальным языком в июле 2017 года.
Амисский язык является наиболее распространённым языком аборигенов на восточном побережье острова, где хоккиен и хакка распространены меньше, чем на западном побережье. По оценкам правительства, число амисов составляет немногим более 200 000, но число людей, говорящих на амисском как на родном языке, составляет менее 10 000. Амисский появлялся в некоторых популярных музыкальных произведениях. Другие важные языки коренных народов включают атаяльский, пайвань и бунун. Помимо признанных языков, существует от 10 до 12 групп коренных народов тайваньских равнин, говорящих на своих языках.
Некоторые коренные народы и языки признаны местными органами власти. К ним относятся сирайский (и её разновидности макатао и тайвоан) на юго-западе острова. Некоторые другие движения за возрождение языка происходят c басайским на севере, Бабузе-Таокасе на наиболее густонаселенных западных равнинах и граничащем с ним пазехский в центре к западу от острова.

## Китайские (синитские) языки

### Тайваньский гоюй (севернокитайский)
Севернокитайский язык широко известен и официально считается национальным языком (кит. трад. 國語, пиньинь guóyǔ, палл. гоюй) на Тайване. В 1945 году, после окончания Второй мировой войны, севернокитайский язык был объявлен де-факто официальным языком и стал обязательным в школах. До 1945 года японский язык был официальным языком, и его преподавали в школах. С тех пор севернокитайский язык утвердился в качестве лингва-франка среди различных групп на Тайване: большинство китайцев, таких как хокло (хоккиен) или хакка, которые имеют свой собственный разговорный язык, местные коренные народы, говорящие на своих языках; а также материковые китайцы, перебравшиеся в 1949 году на остров, родным языком которых может быть любой китайский язык.
Люди, эмигрировавшие из материкового Китая после 1949 года (12% населения), в основном говорят на гоюе. На севернокитайском языке почти повсеместно говорят и его понимают. Это была единственная официально разрешенная форма обучения в школах Тайваня с конца 1940-х до конца 1970-х годов, после передачи Тайваня правительству Китайской Республики в 1945 году, до тех пор, пока английский язык не стал предметом средней школы в 1980-х годах, а местные языки не стали школьным предметом в 2000-х годах.
На тайваньском варианте севернокитайского (как и в синглише и во многих других ситуациях креольского языкового сообщества) говорят на разных уровнях в зависимости от социального класса и положения говорящих. В официальных случаях требуется акролектный уровень стандартного тайваньского гоюя (кит. трад. 國語, пиньинь guóyǔ, палл. гоюй), который мало отличается от стандартного путунхуа в Китае (кит. трад. 普通话, пиньинь pǔtōnghuà, палл. путунхуа). Менее формальные ситуации могут привести к образованию базилектной формы, которая имеет более уникальные тайваньские особенности. Двуязычные носители тайваньского языка могут переключаться между севернокитайским и тайваньским (хоккиен) языками, иногда в одном предложении.
Многие тайваньцы, особенно молодое поколение, говорят на севернокитайском языке лучше, чем на хакка или хоккиене, и он стал для острова лингва-франка среди китайских диалектов.

### Тайваньский хоккиен
Обычно известный как тайваньский язык (臺語, пэвэдзи: Tâi-gí) и официально называемый тайваньский хоккиен (臺灣閩南語; пэвэдзи: Tâi-oân Bân-lâm-gú); Тайваньский хоккиен — самый распространённый родной язык Тайваня, на нём говорит около 70% населения. С лингвистической точки зрения это подгруппа южноминьских языков, происходящая из южной провинции Фуцзянь, и на нём говорят многие зарубежные китайцы по всей Юго-Восточной Азии.
Существуют как разговорные, так и литературные регистры тайваньского языка. Разговорный тайваньский язык имеет корни в древнекитайском языке. Литературный тайваньский язык, который первоначально был разработан в 10 веке в провинции Фуцзянь и основан на среднекитайском языке, одно время использовался для формального письма, но в настоящее время практически вымер. В связи с тем, что Тайвань находился под властью Японии, большое количество заимствований из японского языка также появляется в тайваньском языке. Заимствованные слова можно читать на кандзи через тайваньское произношение или просто использовать японское произношение. По этим причинам современное тайваньское письмо использует смешанную письменность, состоящий из традиционных китайских иероглифов и систем на основе латыни, таких как пэвэдзи или тайваньская система латинизации, полученная из пэвэдзи, которая официально используется с 2006 года.
Недавние работы таких учёных, как Ekki Lu, Sakai Toru, and Lí Khîn-hoāⁿ (также известный как Tavokan Khîn-hoāⁿ или Chin-An Li), основанные на предыдущих исследованиях таких учёных, как Онг Иок-тек (Ông Io̍k-tek), зашли так далеко, что связать часть основной лексики разговорного языка с австронезийской и тайской языковыми семьями; однако такие утверждения не лишены противоречий. В последнее время в средствах массовой информации всё чаще используется тайваньский хоккиен.
Различия в акцентах между тайваньскими диалектами относительно невелики, но всё же существуют. Стандартный акцент — акцент Тонг-хэнг (通行腔, Thong-hêng) взят из города Гаосюн, в то время как другие акценты попадают в диапазон между
- Акцент Хай-кхау (海口腔, Hái-kháu): представляет акцент, на котором говорят в Лугане, близкий к диалекту Цюаньчжоу в Китае, и
- Акцент Лай-по (內埔腔, Lāi-po͘): представляет акцент, на котором говорят в Илане, близкий к диалекту Чжанчжоу в Китае.

Большая часть тайваньского хоккиена взаимопонятна с другими диалектами хоккиена, на которых говорят в Китае и Юго-Восточной Азии (например, сингапурский хоккиен), а также в некоторой степени с чаошанем вариантом южноминьского языка, на котором говорят в Восточном Гуандуне, Китай. Однако он непонятен севернокитайскому и другим китайским языкам.

### Тайваньский хакка

Поселки/города и районы Тайваня, где хакка является официальным региональным языком в соответствии с Основным законом хакка.

На хакка (客家語; Hak-kâ-ngî) на Тайване в основном говорят люди, имеющие предков хакка. Эти люди сконцентрированы в нескольких местах по всему Тайваню. Большинство тайваньцев хакка проживают в Таоюане, Синьчжу и Мяоли. Разновидности тайваньского хакка были официально признаны национальными языками. В настоящее время язык хакка на Тайване поддерживается Советом по делам хакка. Это правительственное агентство также управляет станциями Hakka TV и Hakka Radio. В настоящее время правительство признает и поддерживает на Тайване пять диалектов хакка (шесть, если считать сисяньский и южносисяньский независимо друг от друга).
| Субдиалект (на хакка)              | Si-yen        | Hói-liu̍k     | South Si-yen          | Thai-pû     | Ngiàu-Phìn     | Cheu-ôn       |
| Субдиалект (на севернокитайском)   | 四縣腔 Сисянь | 海陸腔 Хайлу | 南四縣腔 Южный Сисянь | 大埔腔 Дабу | 饒平腔 Жаопинь | 詔安腔 Жаоань |
| Процент (по состоянию на 2013 год) | 56.1%         | 41.5%        | 4.8%                  | 4.2%        | 1.6%           | 1.3%          |
| Процент (по состоянию на 2016 год) | 58.4%         | 44.8%        | 7.3%                  | 4.1%        | 2.6%           | 1.7%          |

### Диалект Мацзу
Диалект Мацзу (馬祖話, Mā-cū-ngṳ̄) — язык, на котором говорят на островах Мацзу. Это диалект фучжоуской группы восточноминьской ветви.

### Диалект Уцзюу
Диалект Уцзюу (烏坵話, Ou-chhiu-uā) — язык, на котором говорят на островах Уцзюу. Это диалект хинхва ветви пусянь.

### Кантонский
Кантонский — один из китайских языков на Тайване. Кантонский диалект распространяется материковыми китайцами, имеющими опыт работы в Гуандуне, Гуанси, Гонконге и Макао.
На кантонском диалекте в основном говорят иммигранты из Гуандуна, Гуанси, Гонконга и Макао. На всей территории Тайваня существуют различные сообщества, говорящие на кантонском диалекте, и использование этого языка на Тайване продолжает расти.
По данным на начало 2010-х годов на Тайване проживало 87 719 гонконгцев; однако вполне вероятно, что это число увеличилось после эмиграции из-за политической напряжённости из-за закона о национальной безопасности Гонконга в 2020 году.

## Письменность и язык жестов

### Китайские иероглифы
Традиционные китайские иероглифы широко используются на Тайване для написания китайских языков, включая гоюй (севернокитайский), тайваньские хоккиен и хакка, кантонский. Министерство образования поддерживает стандарты письма для этих языков, публикации, включая Стандартную форму национальных иероглифов и рекомендуемые иероглифы для тайваньских хоккиена и хакка.
Письменный разговорный китайский язык — это стандарт письменного китайского языка, используемый в официальных документах, общей литературе и большинстве аспектов повседневной жизни, а его грамматика основана на современном стандартном китайском языке. Народный китайский язык — это современный письменный вариант китайского языка, который вытеснил использование классического китайского языка в литературе после Движения за новую культуру начала 20 века, основанного на грамматике древнекитайского языка, на котором говорили в древние времена. Хотя письменный разговорный китайский заменил классический китайский и стал основным письменным китайским языком в Китайской Республике после Движения 4-го мая, классический китайский продолжал широко использоваться в правительстве Китайской Республики. Большинство правительственных документов в Китайской Республике были написаны на классическом китайском языке до реформ 1970-х годов в рамках реформаторского движения, возглавляемого президентом Янь Цзяганем с целью перехода к более сочетанию народного китайского и классического китайского стилей (文白合一行文). После 1 января 2005 года Исполнительный Юань также изменил давнюю привычку написания официальных документов с вертикального стиля письма на горизонтальный.
Сегодня чистый классический китайский язык иногда используется в официальных или церемониальных случаях, а также в религиозных или культурных обрядах на Тайване. Например, Государственный гимн Китайской Республики (中華民國國歌, Zhōnghuá mínguó guógē) написан на классическом китайском языке. Даосские тексты до сих пор сохраняются на классическом китайском языке с момента их написания. Буддийские тексты, или сутры, до сих пор сохраняются на классическом китайском языке с тех пор, как они были составлены или переведены из санскритских источников. На практике существует социально приемлемый континуум между народным китайским языком и классическим китайским языком. В большинстве официальных правительственных документов, юридических, судебных постановлений и юридических документов использовалось сочетание народного китайского и классического китайского стиля (文白合一行文）). Например, большинство официальных уведомлений и официальных писем написаны с использованием ряда стандартных выражений классического китайского языка (например, приветствие, закрытие). Личные же письма в основном пишутся на просторечии, но с некоторыми классическими фразами, в зависимости от темы, уровня образования автора и т. д.
В последнее время, после движения за локализацию Тайваня и увеличения присутствия тайваньской литературы, письменный хоккиен, основанный на словарном запасе и грамматике тайваньского хоккиена, иногда используется в литературе и неформальном общении.
Традиционные китайские иероглифы также используются в Гонконге и Макао. Небольшое количество иероглифов на Тайване пишутся по-другому; Стандартная форма национальных иероглифов — это стандарт орфографии, используемый на Тайване и администрируемый Министерством образования, и имеет незначительные различия по сравнению со стандартизированными формами иероглифов, используемыми в Гонконге и Макао. Такие различия касаются консервативных и простонародных вариантов китайских иероглифов.

### Латинский алфавит и латинизация
Латинский алфавит является родным для тайваньских языков и частично является родным для тайваньских хоккиена и хакка. С ранним влиянием европейских миссионеров такие системы письма, как синканские рукописи, пэвэдзи и Pha̍k-fa-sṳ (факфасы), были основаны на латинском алфавите. В настоящее время официальные письменности формозских языков основана исключительно на латыни и поддерживается Советом коренных народов. Министерством образования также поддерживает системы на основе латиницы: тайваньскую систему латинизации тайваньского хоккиена и тайваньскую систему латинизации хакка для языка хакка. Учебники тайваньских хоккиена и хакка написаны смешанным шрифтом, состоящим из традиционных китайских иероглифов и латинского алфавита.
Романизация китайского языка на Тайване имеет тенденцию быть весьма непоследовательной. Тайвань по-прежнему использует систему Чжуинь и обычно не использует латинский алфавит в качестве фонетических символов языка. Традиционно используется Уэйда — Джайлз. Центральное правительство приняло Тунъюн-пиньинь в качестве официальной латинизации в 2002 году, но местным органам власти разрешено отменять этот стандарт, поскольку некоторые из них приняли Ханьюй пиньинь и сохранили старые латинизации, которые обычно используются. Однако в августе 2008 года центральное правительство объявило, что с января 2009 года Ханьюй Пиньинь будет единственной системой латинизации стандартного китайского языка на Тайване.

### Фонетические символы
Чжуинь Фухао, часто сокращенно Чжуинь или известный как Бопомофо по первым четырём буквам, представляет собой фонетическую систему Тайваня для обучения произношению китайских иероглифов, особенно на гоюе (севернокитайский). В севернокитайском языке для обозначения звуков используется 37 символов: 21 согласный и 16 рифм. Тайваньский хоккиен использует 45 символов для обозначения звуков: 21 согласный и 24 рифм. Существует также система, созданная для языка хакка.
Эти фонетические символы иногда появляются в виде символов руби, напечатанных рядом с китайскими иероглифами в детских книгах и в изданиях классических текстов (в которых часто используются символы, которые очень редко появляются в газетах и других подобных ежедневных изданиях). В рекламе эти фонетические символы иногда используются для написания определённых частиц (например, ㄉ вместо 的); кроме этого, эти символы редко можно увидеть в публикациях средств массовой информации для взрослых, за исключением случаев, когда они используются в качестве руководства по произношению (или системы указателей) в словарных статьях. Символы бопомофо также сопоставляются с обычной клавиатурой латинского алфавита (1 = бо, q = по, a = мо и т. д.), используемой в одном методе ввода китайского текста при использовании компьютера. В последние годы, с появлением смартфонов, все чаще можно увидеть, как Чжуинь используется в письменных жаргонных терминах вместо того, чтобы набирать полные символы - например, ㄅㄅ заменяет 拜拜 (пока-пока). Он также используется для придания фразам другого тона, например, использование ㄘ вместо 吃 (есть), чтобы указать на детский тон письма.
Единственная цель Чжуинь в начальном образовании - научить детей стандартному севернокитайскому произношению. Учебники для первого класса по всем предметам (включая севернокитайский язык) полностью написаны на чжуинь. После этого года тексты китайских иероглифов стали предоставляться в аннотированной форме. Примерно в четвёртом классе присутствие аннотаций Чжуинь значительно сокращается и остается только в разделе новых персонажей. Школьники изучают символы, чтобы они могли расшифровать произношение, данное в китайском словаре, а также чтобы научиться писать слова, для которых они знают только звуки. Даже среди взрослых он почти повсеместно используется на Тайване для объяснения произношения определённого иероглифа, к которому обращаются другие.

### Язык жестов
На Тайване есть национальный язык жестов, тайваньский жестовый язык, который развился из японского жестового языка во время японского колониального правления. В результате тайваньский жестовый язык имеет некоторую взаимопонимаемость с японским жестовым языком и корейским жестовым языком. Тайваньский жестовый язык имеет около 60% лексического сходства с японским языком жестов.

## Остальные языки

### Японский
Японский язык преподавался в обязательном порядке, пока Тайвань находился под властью Японии (1895–1945 гг.). К 1943 году более 80% населения Тайваня того времени говорили на японском языке. У американцев тайваньского происхождения и других представителей тайваньской диаспоры могут быть старшие родственники или бабушки и дедушки, которые выучили японский язык и также говорили на нем как на лингва-франка в юности. Многие известные тайваньские деятели, в том числе бывший президент Тайваня Ли Дэнхуэй и основатель Nissin и изобретатель лапши быстрого приготовления Момофуку Андо, считались носителями японского языка, поскольку родились на японском Тайване.

### Языки Юго-Восточной Азии
Значительное количество иммигрантов и супругов на Тайване родом из Юго-Восточной Азии.
- Индонезийский: Индонезийский язык является наиболее распространённым языком среди примерно 140 000 индонезийцев Тайваня[англ.].
- Яванский: на яванском языке также говорят яванцы из Индонезии, проживающие на Тайване.
- Тагальский: На тагальском (филиппинском) языке также широко говорят филиппинцы, примерно 108 520 филиппинцев на Тайване[англ.].
- Вьетнамский: На Тайване проживает около 200 000 вьетнамцев[англ.], многие из которых говорят по-вьетнамски. Были предприняты некоторые усилия, особенно начиная с 2011 года, по обучению вьетнамскому языку как родному языку детей вьетнамских иммигрантов.[33]
- Малайский: малайский язык понятен малазийским китайцам и брунейским китайцам[англ.] как их национальный язык. Однако очень немногие из них принимают малайский язык в качестве первого языка.

### Европейские языки
- Голландский: голландский язык преподавали жителям острова во время голландского колониального правления Тайванем (1624–1662) под управлением Голландской Ост-Индской компании, о чём свидетельствуют синканские рукописи[англ.]. После прекращения голландского присутствия на Тайване использование этого языка исчезло.
- Испанский: на испанском языке в основном говорили испанцы (из испанских Филиппин), в том числе испанские монахи-миссионеры[англ.], а также коренные тайваньцы, которых они христианизировали в северной части острова во время основания Испанской Формозы (1626–1642). Многие страны, имеющие дипломатические отношения с Тайванем, говорят по-испански.
- Английский: английский язык широко преподаётся как иностранный, в некоторых крупных частных школах преподавание ведётся на английском языке. В 2017 году правительство Тайваня в соответствии с политикой двуязычной нации 2030 года[англ.] обнародовало, что английский язык должен стать официальным языком, а к 2030 году английский язык должен стать вторым языком.[34]